# Dennis Olsson
Dennis Olsson (sinh ngày 3 tháng 10 năm 1994) là một cầu thủ bóng đá người Thụy Điển thi đấu cho GIF Sundsvall ở vị trí hậu vệ.